# وادي محوط
وادي محوط (بالعبرية נחל חימר) هو الوادي الجنوبي بين أودية صحراء برية الخليل، يبلغ طوله حوالي 37 كيلومترًا، وتبلغ مساحة الحوض حوالي 360 كيلومترًا مربعًا. يمتلك هذا الوادي أكبر حوض تصريف بين أودية برية الخليل رغم أن معظمه لا يقع داخل الصحراء نفسها، بل في شمال النقب.
يتكون الوادي من عدة جداول وسيول تنحدر من مرتفعات رأس الزويرة (626 م) وجبل أفعى وكرنب (595 م و538 م). تلتقي هذه الجداول لتشكل وادي محوط ، وأبرز روافده هي وادي جرابا ووادي أفعى، حيث يجريان متوازيين لمسافة 22 كم في أرض مفتوحة قبل أن تصبح المقاطع ضيقة وعميقة، خاصة عند خربة أم رديم.
ينبع من جبال ديمونا و يمتد لمسافة 37 كم، مبتدئًا من مناطق ترتفع 600 م فوق سطح البحر حتى ينتهي في البحر الميت على انخفاض 402 م تحت سطح البحر، مما ينتج انحدارًا شديدًا يقارب 1:25. يمر الوادي عبر خوانق صخرية بسبب عمليات الحت الرأسي، والتي تزداد في مناطق الصخور الكلسية والدولوميتية. عند المصب تنتشر الرواسب الطينية والرملية، وتوجد دلتا واضحة شمالي جبل أسدوم.
المنطقة قاحلة بمتوسط أمطار سنوي يتراوح بين 50-100 مم، ودرجة حرارة متوسطة تبلغ 23 مئوية، مع تبخر عالٍ يصل إلى 2,200 مم سنويًا. تغيب التجمعات السكانية والنشاط الاقتصادي، باستثناء الرعي الموسمي لعرب التياهة، واستغلال مكامن الفوسفات ومواد البناء في وادي أفعى. كما يستخرج الأملاح من الأحواض القريبة من البحر الميت بالقرب من الطرق الساحلية.

سمي وادي المحوط في هذا الاسم نسبة إلى التضاريس الجغرافية المميزة للوادي. يتميز الوادي بعمق شديد ومنحدرات حادة، مما يخلق منظرًا يشبه الهاوية أو الهوة الطبيعية. هذا الشكل الجغرافي العميق والضيق الذي يميز الوادي جعل من الطبيعي تسميته بـ"وادي الهاوية"، نظرًا لتضاريسه القاسية التي تبدو وكأنها تحيط بالمكان من جميع الجوانب، مما يمنحه طابعًا مميزًا ومخيفًا في الوقت نفسه.

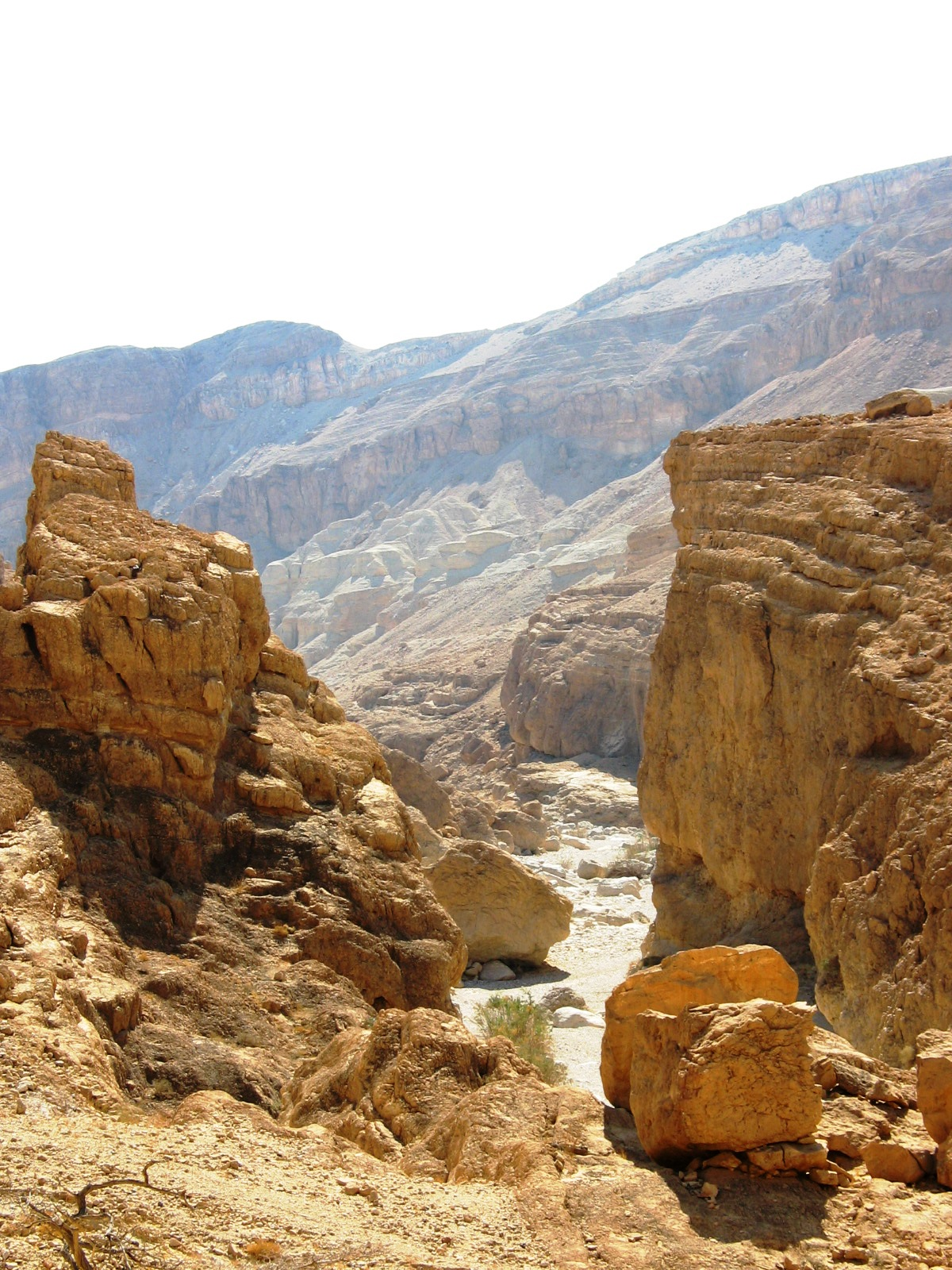
وادي محوط

## النباتات
النباتات التي تنمو حول الينابيع وبالقرب منها تشمل:
- أذينة إيشيل
- الشيح
- القصب
- السنط
- مخالب القط
- القطيفة
- الرتم
- قبارية
- مردقوش

كما تنمو اشجار سنط سعيد على طول مجرى النهر في اتجاه مجراه.

## كهف وادي محوط
الكهف يقع على الضفة الشمالية لوادي محوط بحجم 8×4 متر، اكتشف في أبريل 1983 بواسطة عوفر بار يوسف  ود. ألون. تعود المكتشفات الأثرية في الكهف إلى العصر الحجري الحديث ما قبل الألفية الثامنة قبل الميلاد حيث استخدم الكهف كمستودع لفترة طويلة.
في الطبقة الأولى، وجد منجل كامل بأربع شفرات مثبتة بالإسفلت، بالإضافة إلى شبكة مصنوعة بتقنية الرباط اليدوي من خيوط الكتان. كما تضمنت المكتشفات تماثيل وأقنعة وخرز خشبي وأدوات عظمية ورؤوس سهام وخيوط وأقمشة. وجد أيضًا على جماجم بشرية مغطاة بالإسفلت، حيث احتفظت ثلاث جماجم بغطاء إسفلتي مكون من طبقتين: الأولى كانت الإسفلت، والثانية شبكة من شرائح الإسفلت.

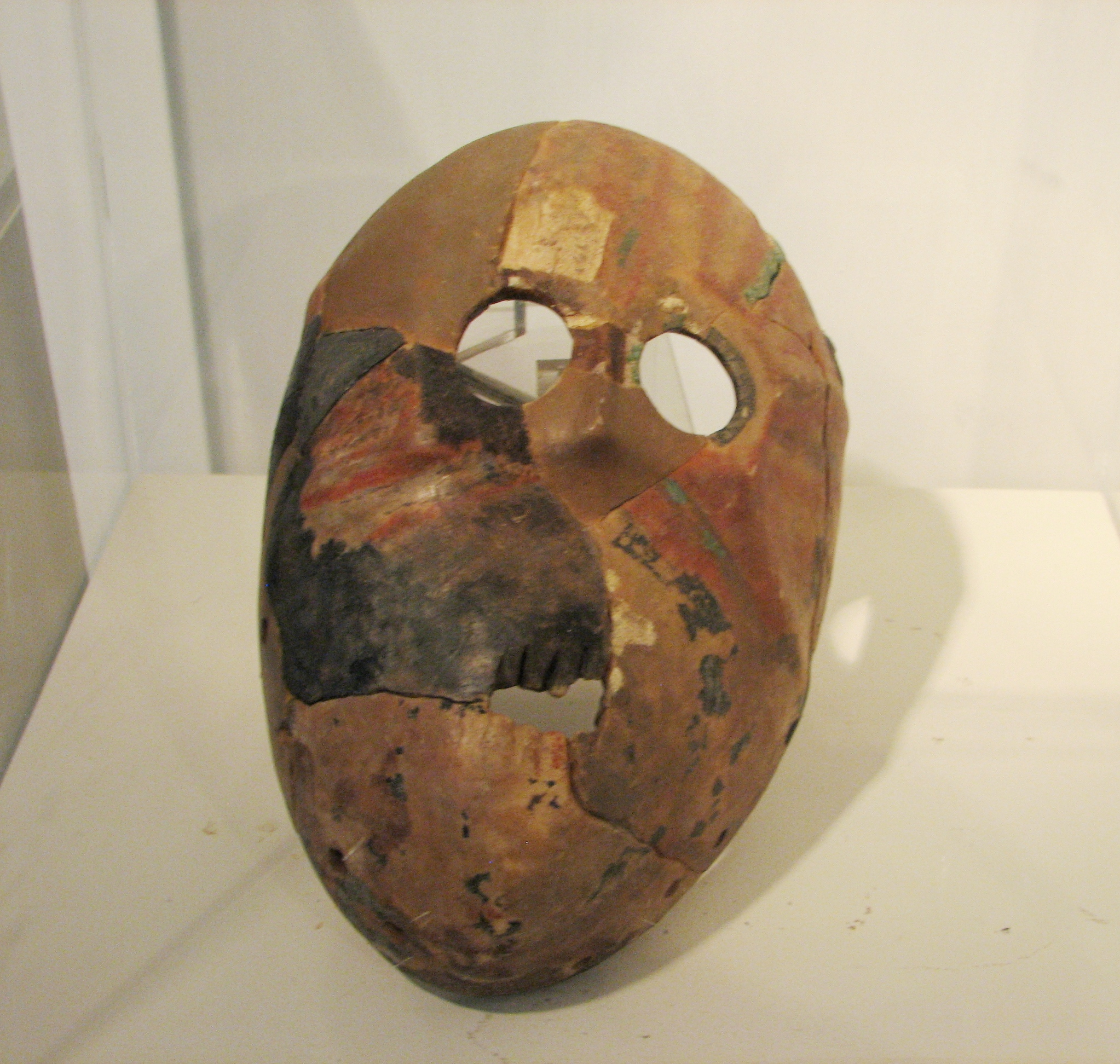
قناع حجري

كما عثر على حصائر مختومة بالإسفلت وأدوات مصنوعة منها، مما شكل تقدماً كبيراً في دراسة تاريخ صحراء برية الخليل، حيث كانت هذه أول الاكتشافات من هذه الفترة في إسرائيل .